# Pentastomida
Los pentastómidos (Pentastomida, del griego penta, cinco y stomos, boca) son una subclase de crustáceos muy modificados por el parasitismo. Tanto es así, que durante años se les consideró un filo independiente, relacionado con los onicóforos, pero de afiliación incierta. Se conocen unas 144 especies actuales y 8 especies extintas.
Los pentastómidos son parásitos obligados de las vías respiratorias de reptiles, aves y mamíferos; el cuerpo, que puede alcanzar los 13 cm de longitud, tienen forma de gusano; poseen dos pares de apéndice lobulados acabados en uñas quitinosas para agarrarse a su hospedador. La cutícula es muy porosa y carece de quitina. La boca carece de mandíbulas.
Son hematófagos que succionan la sangre de sus hospedadores. Carecen de antenas, aparato circulatorio, respiratorio y excretor. Son dioicos.
Estudios moleculares y cladísticos (esperma, larvas, cutícula) han revelado que los pentastómidos son crustáceos, tal vez derivados de los branquiuros.

## Parasitismo en humanos
Los gusanos pentastómidos parasitan ocasionalmente a humanos, causando la infestación conocida como pentastomiasis. Los dos géneros responsables de la mayoría de infestaciones internas en humanos son Linguatula y Amillipher. La pentastomiasis visceral puede ser causada por Linguatula serrata, Armillifer armillatus, Armillifer moniliformis, Armillifer grandis y Porocephalus crotali.

## Clasificación
Según la taxonomía actualizada del Registro Mundial de Especies Marinas los pentastómidos se clasifican en la clase Ichthyostraca, dentro del subfilo Crustacea. La subclase contiene los siguientes órdenes, superfamilias, familias, géneros y especies:
- †Aengapentastomum Waloszek, Repetksi & Maas 2006

- †Aengapentastomum andresi Waloszek, Repetksi & Maas 2006

- †Boeckelericambria Walossek & Müller 1994

- †Boeckelericambria pelturae Walossek & Müller 1994

- †Haffnericambria Walossek & Müller 1994

- †Haffnericambria trolmeniensis Walossek & Müller 1994

- †Heymonsicambria Walossek & Müller 1994

- †Heymonsicambria ahlgreni Castellani et al.  2011
- †Heymonsicambria gossmannae Walossek & Müller 1994
- †Heymonsicambria kinnekullensis Walossek & Müller 1994
- †Heymonsicambria repetskii Walossek & Müller 1994
- †Heymonsicambria scandica Walossek & Müller 1994
- †Heymonsicambria taylori Walossek, Repetski & Müller 1994

- Eupentastomida Waloszek, Repetski & Mass 2006

- Cephalobaenida Heymons, 1935

- Cephalobaenidae Heymons, 1922

- Bothropsiella Cavalieri 1967 [species inquirendum]

- Bothropsiella cornuta Cavalieri 1967

- Cephalobaena Heymons, 1922

- Cephalobaena tetrapoda Heymons, 1922

- †Invavita Siveter et al.  2015

- †Invavita piratica Siveter et al.  2015

- Reighardiida Almeida & Christoffersen, 1999

- Reighardiidae Heymons, 1926

- Hispania Martínez et al., 2004

- Hispania vulturis Martínez et al., 2004

- Reighardia Ward, 1899

- Reighardia lomviae Dyck, 1975
- Reighardia sternae (Diesing, 1864)

- Raillietiellida Almeida & Christoffersen, 1999

- Raillietiellidae Sambon, 1922

- Raillietiella Sambon, 1910

- Raillietiella aegypti Ali, Riley & Self, 1982
- Raillietiella affinis Bovien, 1927
- Raillietiella agcoi Tubangui & Masiluñgan, 1936
- Raillietiella ampanihyensis Gretillat, Brygoo & Domergue, 1962
- Raillietiella amphiboluri Mahon, 1954
- Raillietiella belohaensis McAllister, Riley, Freed & Freed, 1993
- Raillietiella bicaudata Heymons & Vitzthum, 1935
- Raillietiella boulengeri (Vaney & Sambon, 1910)
- Raillietiella bufonis Ali, Riley & Self, 1982
- Raillietiella cartagenensis Ali, Riley & Self, 1985
- Raillietiella chamaeleonis Gretillat & Brygoo, 1959
- Raillietiella colubrilineati (Leuckart, 1860)
- Raillietiella congolensis Fain, 1961
- Raillietiella crotali Ali, Riley & Self, 1984
- Raillietiella freitasi (Motta & Gomes, 1968)
- Raillietiella furcocercum (Diesing, 1836)
- Raillietiella gehyrae Bovien, 1927
- Raillietiella gigliolii Hett, 1924
- Raillietiella gowrii Rajalu & Rajendran, 1970
- Raillietiella hebitihamata Self & Kuntz, 1960
- Raillietiella hemidactyli Hett, 1934
- Raillietiella indica Gedoelst, 1921
- Raillietiella kochi Heymons, 1926
- Raillietiella mabuiae Heymons, 1922
- Raillietiella maculatus Rao & Hiregaudar, 1962
- Raillietiella maculilabris Ali, Riley & Self, 1984
- Raillietiella madagascariensis McAllister et al., 1993
- Raillietiella mediterranea (Hett, 1915)
- Raillietiella monarchus Ali, Riley & Self, 1984
- Raillietiella morenoi Abreu-Acosta et al., 2006
- Raillietiella mottae Almeida, Freire & Lopes, 2008
- Raillietiella namibiensis Riley & Heideman 1998
- Raillietiella orientalis (Hett, 1915)
- Raillietiella piscator Nair, 1967
- Raillietiella rileyi Krishnasamy et al., 1995
- Raillietiella schoutedeni Fain, 1960
- Raillietiella scincoides Ali, Riley & Self, 1984
- Raillietiella spiralis Hett, 1924
- Raillietiella teagueselfi Riley, McAllister & Freed, 1988
- Raillietiella tetrapoda (Gretillat, Brygoo & Domergue, 1962)
- Raillietiella trachea Riley, Oaks & Gilbert, 2003
- Raillietiella venteli (Motta, 1965)

- Yelirella Spratt, 2010

- Yelirella petauri (Spratt, 2003) Spratt 2010

- Porocephalida Heymons 1935

- Linguatuloidea Haldeman 1851

- Linguatulidae Haldeman, 1851

- Linguatula Frölich, 1789

- Linguatula arctica Riley, Haugerud & Nilssen, 1987
- Linguatula multiannulata Haffner & Rack in Haffner, Rack & Sachs, 1969
- Linguatula recurvata (Diesing, 1850)
- Linguatula serrata Frölich, 1789

- Neolinguatula Haffner & Rack in Haffner, Rack & Sachs, 1969

- Neolinguatula nuttalli (Sambon, 1922)

- Subtriquetridae Fain, 1961

- Subtriquetra Sambon, 1922

- Subtriquetra megacephalum (Baird, 1853)
- Subtriquetra rileyi Junker, Boomker & Booyse, 1998
- Subtriquetra shipleyi Hett, 1924
- Subtriquetra subtriquetra (Diesing, 1836)

- Porocephaloidea Sambon 1922

- Porocephalidae Sambon, 1922

- Armillifer Sambon, 1922

- Armillifer aborealis Riley & Self, 1981
- Armillifer agkistrodontis Self & Kuntz, 1966
- Armillifer armillatus (Wyman, 1845)
- Armillifer australis Heymons, 1935
- Armillifer grandis (Hett, 1915)
- Armillifer mazzai (Sambon, 1922)
- Armillifer moniliformis (Diesing, 1836)
- Armillifer yoshidai Kishida, 1928

- Cubirea Kishida, 1928

- Cubirea annulata (Baird, 1853)
- Cubirea pomeroyi (Woodland, 1921)

- Elenia Heymons, 1932

- Elenia australis Heymons, 1932

- Gigliolella Chabaud & Choquet, 1954

- Gigliolella brumpti (Giglioli, 1922)

- Kiricephalus Sambon, 1922

- Kiricephalus clelii Riley & Self, 1980
- Kiricephalus coarctatus (Diesing, 1850)
- Kiricephalus constrictor Riley & Self, 1980
- Kiricephalus gabonensis Riley & Self, 1980
- Kiricephalus pattoni (Stephens, 1908)
- Kiricephalus tortus (Shipley, 1898)

- Parasambonia Stunkard & Gandal, 1968

- Parasambonia bridgesi Stunkard & Gandal, 1968
- Parasambonia minor Riley & Self, 1982

- Porocephalus Humboldt, 1812

- Porocephalus basiliscus Riley & Self, 1979
- Porocephalus benoiti Fain, 1960
- Porocephalus bifurcatus
- Porocephalus clavatus (Wyman, 1845)
- Porocephalus crotali Humboldt, 1812
- Porocephalus dominicana Riley & Walters, 1980
- Porocephalus stilesi Sambon in Vaney & Sambon, 1910
- Porocephalus subuliferum (Leuckart, 1860)
- Porocephalus taiwana Qiu, Ma, Fan & Lu, 2005
- Porocephalus tortugensis Riley & Self, 1979

- Waddycephalus Sambon, 1922

- Waddycephalus calligaster Riley & Self, 1981
- Waddycephalus komodoensis Riley & Self, 1981
- Waddycephalus longicauda Riley & Self, 1981
- Waddycephalus porphyriacus Riley & Self, 1981
- Waddycephalus punctulatus Riley & Self, 1981
- Waddycephalus radiata Riley & Self, 1981
- Waddycephalus scutata Riley & Self, 1981
- Waddycephalus superbus Riley & Self, 1981
- Waddycephalus teretiusculus (Baird, 1862)
- Waddycephalus vitiensis Heymons, 1932

- Sebekidae Sambon, 1922

- Alofia Giglioli in Sambon, 1922

- Alofia ginae Giglioli in Sambon, 1922
- Alofia indica (von Linstow, 1906)
- Alofia merki Giglioli 'in Sambon, 1922
- Alofia nilotici Riley & Huchzermeyer, 1995
- Alofia parva Riley & Huchzermeyer, 1995
- Alofia platycephalum (Lohrmann, 1889)
- Alofia simpsoni Riley, 1994
- Alofia travassosi (Heymons, 1932)

- Diesingia Sambon, 1922

- Diesingia kachugensis (Shipley, 1910)
- Diesingia megastomum (Diesing, 1836)

- Selfia Riley, 1994

- Selfia porosus Riley, 1994

- Leiperia Sambon, 1922

- Leiperia australiensis Riley & Huchzermeyer, 1996
- Leiperia cincinnalis (Sambon in Vaney & Sambon, 1910)
- Leiperia gracilis (Diesing, 1836)

- Sambonia Noc & Giglioli, 1922

- Sambonia clavata (Lohrmann, 1889)
- Sambonia parapodum Self & Kuntz, 1966
- Sambonia solomenensis (Self & Kuntz, 1957)
- Sambonia varani (Self & Kuntz, 1957)
- Sambonia wardi (Sambon in Vaney & Sambon, 1910)

- Agema Riley et al., 1997

- Agema silvaepalustris Riley et al., 1997

- Pelonia Junker & Boomker, 2002

- Pelonia africana Junker & Boomker, 2002

- Sebekia Sambon, 1922

- Sebekia cesarisi Giglioli in Sambon, 1922
- Sebekia divestei Giglioli in Sambon, 1922
- Sebekia johnstoni Riley, Spratt & Winch, 1990
- Sebekia microhamus Self & Rego, 1985
- Sebekia minor (Wedl, 1861)
- Sebekia mississippiensis Overstreet, Self & Vliet, 1985
- Sebekia multiannulata Riley, Spratt & Winch, 1990
- Sebekia novaeguineae Riley, Spratt & Winch, 1990
- Sebekia okavangoensis Riley & Huchzermeyer, 1995
- Sebekia oxycephalum (Diesing, 1836)
- Sebekia purdieae Riley, Spratt & Winch, 1990
- Sebekia trinitatis Riley, Spratt & Winch, 1990